# Municipio de Barto
El municipio de Barto (en inglés: Barto Township) es un municipio ubicado en el condado de Roseau en el estado estadounidense de Minnesota. En el año 2010 tenía una población de 138 habitantes y una densidad poblacional de 1,45 personas por km².

## Geografía
El municipio de Barto se encuentra ubicado en las coordenadas 48°45′40″N 96°12′22″O / 48.76111, -96.20611. Según la Oficina del Censo de los Estados Unidos, el municipio tiene una superficie total de 95,49 km², de la cual 95,49 km² corresponden a tierra firme y (0 %) 0 km² es agua.

## Demografía
Según el censo de 2010, había 138 personas residiendo en el municipio de Barto. La densidad de población era de 1,45 hab./km². De los 138 habitantes, el municipio de Barto estaba compuesto por el 99,28 % blancos, el 0,72 % eran afroamericanos. Del total de la población el 0 % eran hispanos o latinos de cualquier raza.